# Lubiński Klub Fantastyki „Ostatnie Przymierze”
Lubiński Klub Fantastyki „Ostatnie Przymierze” (LKF OP) – klub fantastyki oraz klub gier planszowych z Lubina. Zrzesza ludzi zainteresowanych fantastyką, grami planszowymi, bitewnymi, fabularnymi i karcianymi.
Od 1 września 2023 klub należy do Związku Stowarzyszeń Fandom Polski.

## Historia

### Lata 2003-2008
Początki klubu sięgają 2003, kiedy w Centrum Kultury Muza w Lubinie zorganizowano konwent "Lubińskie Spotkania III Stopnia". Był on impulsem do zawiązania w tym miejscu klubu, w którego skład weszli m.in. ludzie działający wcześniej w Klubie Mangowym oraz Młodzieżowym Domu Kultury w Lubinie, gdzie w poprzednich latach organizowali konwent Ogami.
LKF organizował regularne spotkania w każdy piątek i sobotę, a także kolejne edycje konwentu w Centrum Kultury Muza pod nazwą "Fantasmagoria - Lubińskie Dni Fantastyki" w latach 2004, 2005 (24 września), 2006 (16-17 września) i 2007 (15 września).
Decyzję o powołaniu stowarzyszenia podjęto na głosowaniu 7 października 2005, a rejestracja w KRS nastąpiła 25 stycznia 2006.
LKF działał w Centrum Kultury Muza do 2008 roku.

### Lata 2008–2015
Po zawieszeniu spotkań w Centrum Kultury Muza, LKF od 2008 do sierpnia 2012 kontynuował działalność w Młodzieżowym Domu Kultury w Lubinie.
3 listopada 2012 Miejska Biblioteka Publiczna w Lubinie w oddziale "Łącznik" na ulicy Odrodzenia zorganizowała "Dzień Fantasy", który obejmował m.in. spotkaniem z Jakubem Ćwiekiem w ramach jego trasy „Rock&Read Festival”. Zapoczątkowało to współpracę LKFu z biblioteką, a w rezultacie przenosiny klubu do oddziału na Odrodzenia, gdzie organizował "Spotkania Fantastyczne". Najpierw odbywały się co miesiąc w soboty, a później nieregularnie do 2018. Spotkania te były poświęcone głównie grom bitewnym.
2 października 2014 LKF zainicjował serię spotkań z grami planszowymi o nazwie "Nerding" w Ave Cezar w Lubinie, podczas których narodziła się inicjatywa ponownej organizacji spotkań w Centrum Kultury Muza.

### Lata 2015-2017
20 lutego 2015 miała miejsca reaktywacja regularnych spotkań w Centrum Kultury Muza, które od tego czasu odbywają się w każdy piątek. Początkowe skupione na grach planszowych i RPG, a po zakończeniu spotkań w bibliotece, również poświęcone grom bitewnym.
W 2017 miały miejsca dwa wydarzenia, które w kolejnych latach stały się inspiracją i punktem wyjściowym do działań klubu, ukierunkowanych już na szersze grono odbiorców i organizowanych również poza siedzibą LKFu.
5 lutego odbył się "Festiwal Gier Planszowych" zorganizowany przez uczennice z I Liceum Ogólnokształcącego w Lubinie w ramach programu Zwolnieni z Teorii.
Natomiast 23 września miał miejsce największy do tej pory festiwal fantastyki w Lubinie, "MuzaFantasy". Współorganizowany przez LKF, powstał z inicjatywy Centrum Kultury Muza, w miejsce festiwalu e-sportowego IT Planet E-Sports Masters.

## Współcześnie

### Kości zostały rzucone
25 sierpnia 2018 LKF zorganizował pierwszą edycję cyklicznego festiwalu gier planszowych "Kości zostały rzucone". Przez pierwsze 16 edycji organizowany był w soboty i skupiony głównie na grach planszowych.
Ewolucja formuły nastąpiła pod wpływem dwóch innych imprez zorganizowanych przez klub. "GraMy w Muzie" (21 września 2019) - które włączyło w festiwal gier planszowych również gry bitewne, RPG i LARPy - oraz "Stołu z powymyślanymi postaciami" (14 maja 2022) – dnia poświęconego sesjom RPG i prelekcjom na ich temat.
Dzięki tym doświadczeniom, od 17. edycji (9-11 grudnia 2022) festiwal przerodził się w imprezę na cały weekend o szerszej tematyce gier bez prądu, obejmującej gry bitewne, karciane, RPG i warsztaty.  
Niektóre edycje były organizowane jako cześć ogólnopolskich akcji – Dzień Gier Planszowych i Spotkajmy się, pograjmy!.
Obecnie (2023) "Kości zostały rzucone" organizowane są co kwartał.